# Dương Bình Phú
Dương Bình Phú (sinh ngày 25 tháng 8 năm 1969) là Đại biểu Quốc hội nước Cộng hòa xã hội chủ nghĩa Việt Nam. Ông hiện là Tỉnh ủy viên, Giám đốc Sở Khoa học và Công nghệ tỉnh Phú Yên, Đại biểu Quốc hội khóa XV từ Phú Yên. Ông từng giữ hầu hết các chức vụ khác sau hơn 30 năm công tác ở Sở Khoa học và Công nghệ tỉnh.
Dương Bình Phú là đảng viên Đảng Cộng sản Việt Nam, học vị Cử nhân Kinh tế, Thạc sĩ Quản lý khoa học và công nghệ, Cao cấp lý luận chính trị. Ông có sự nghiệp đều công tác ở quê nhà Phú Yên.

## Xuất thân và giáo dục
Dương Bình Phú sinh ngày 25 tháng 8 năm 1969 tại xã Hòa Hiệp, huyện cũ Tuy Hòa của tỉnh Phú Khánh, quê quán ở phường Hòa Hiệp Trung, thị xã Đông Hòa, tỉnh Phú Yên. Ông lớn lên và tốt nghiệp phổ thông ở Tuy Hòa, học đại học ở Thành phố Hồ Chí Minh và tốt nghiệp Cử nhân Kinh tế, sau đó tiếp tục học cao học và nhận bằng Thạc sĩ Quản lý khoa học và công nghệ. Ông được kết nạp Đảng Cộng sản Việt Nam vào ngày 28 tháng 1 năm 2003, trở thành đảng viên chính thức sau đó 1 năm, từng theo học các khóa chính trị ở Học viện Chính trị Quốc gia Hồ Chí Minh và tốt nghiệp Cao cấp lý luận chính trị. Nay ông thường trú ở Phường 5, thành phố Tuy Hòa, tỉnh Phú Yên.

## Sự nghiệp
Năm 1990, sau khi tốt nghiệp đại học, Dương Bình Phú trở lại Phú Yên, được tuyển dụng vào Sở Khoa học và Công nghệ tỉnh Phú Yên làm Kiểm định viên đo lường của Chi cục Tiêu chuẩn đo lường chất lượng. Ông công tác liên tục ở cơ quan này đến năm 1999 thì được bổ nhiệm làm Chuyên viên Kiểm định viên đo lường, thăng chức Phó Trưởng phòng Quản lý đo lường từ tháng 1 năm 2004 và là Trưởng phòng từ tháng 7 cùng năm. Tháng 8 năm 2006, ông được bổ nhiệm làm Phó Chi cục trưởng Chi cục Tiêu chuẩn đo lường chất lượng, thuộc Sở Khoa học và Công nghệ tỉnh Phú Yên, rồi Chi cục trưởng từ tháng 1 năm 2010. Ông tiếp tục công tác ở đây, thăng chức Phó Giám đốc Sở Khoa học và Công nghệ tỉnh Phú Yên từ tháng 3 năm 2012 và là Giám đốc Sở từ tháng 2 năm 2020, đồng thời được bầu làm Bí thư Đảng ủy Sở từ tháng 6 cùng năm.
Tháng 10 năm 2020, tại Đại hội Đảng bộ tỉnh Phú Yên lần thứ XVII, nhiệm kỳ 2020–2025, Dương Bình Phú được bầu làm Ủy viên Ban Chấp hành Đảng bộ tỉnh Phú Yên. Sang năm 2021, ông được Ủy ban Mặt trận Tổ quốc Việt Nam tỉnh giới thiệu tham gia ứng cử đại biểu Quốc hội từ Phú Yên, thuộc đơn vị bầu cử số 1 gồm thị xã Đông Hòa, huyện Phú Hòa, Tây Hòa, Sơn Hòa, Sông Hinh, rồi trúng cử Đại biểu Quốc hội khóa XV với tỷ lệ 51,90%.